# Geografie van Europa

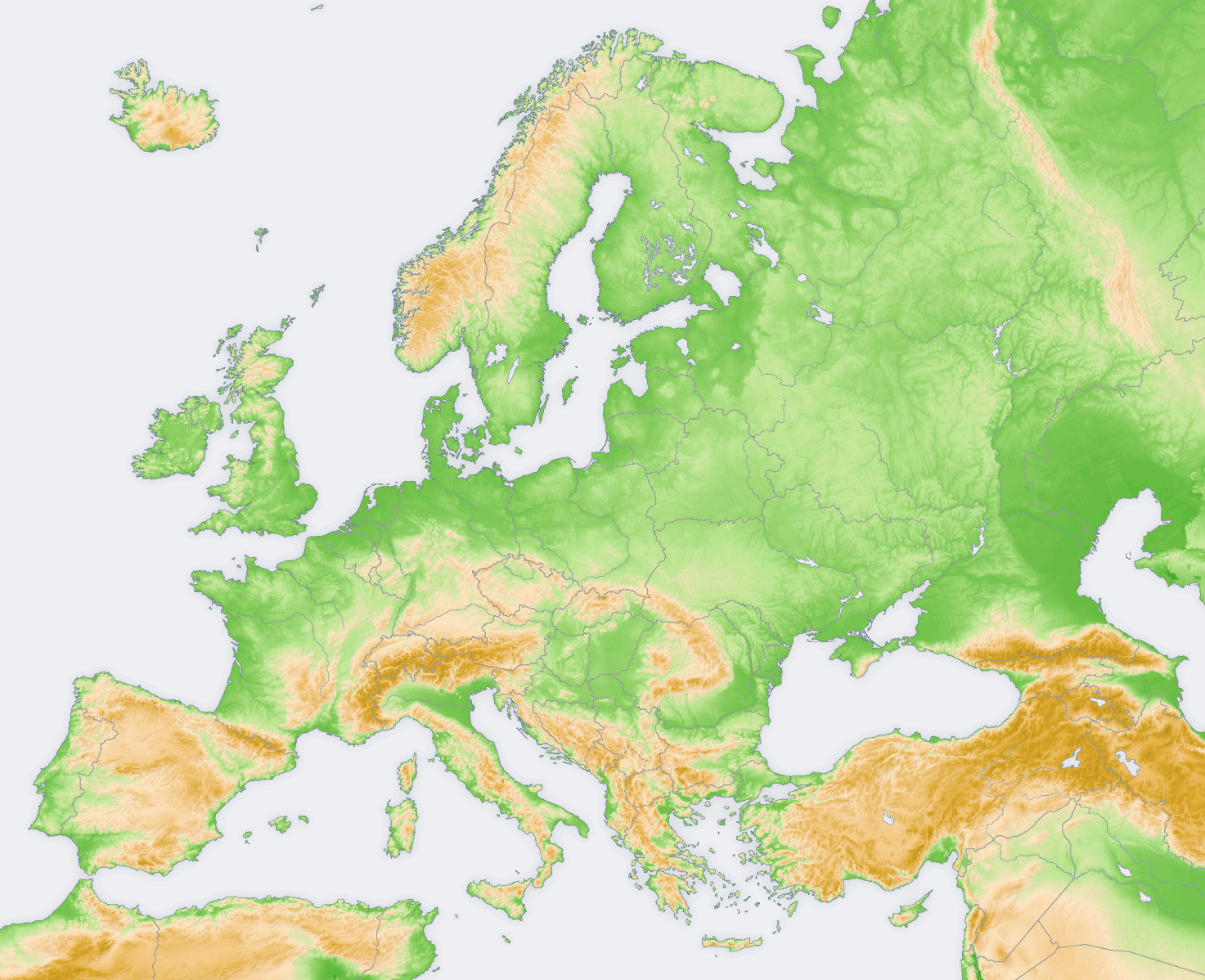
Topografische reliëfkaart van Europa

Ecoregio's van Europa

Europa wordt traditioneel gezien als een van de zeven werelddelen. Fysisch-geografisch gezien wordt Europa beschouwd als het noordwestelijke schiereiland van het supercontinent Eurazië of het nog grotere supercontinent Afrika-Eurazië. Het idee van Europa als continent is niet de enige voorkomende zienswijze. Sommige geografische bronnen spreken van een Euraziatisch
continent of Europees subcontinent, omdat Europa niet door zeeën wordt omringd en meer een culturele dan een geografische eenheid is.

## Omvang
In totaal bestrijkt Europa een gebied van 10.400.000 km², slechts een fractie groter dan het continent Australië.
Europa's oostelijke grens met Azië wordt vaak getrokken bij de Oeral, op de waterscheiding die de hoogste toppen met elkaar verbindt. De zuidoostelijke grens met Azië wordt niet altijd op dezelfde plaats getrokken, het vaakst wordt hiervoor de rivier de Oeral gebruikt; door sommige geografen wordt ook de rivier de Emba als grens genomen. De grens loopt verder via de Kaspische Zee, over de waterscheiding van de Grote Kaukasus, of volgens sommigen de Koema-Manytsjlaagte ten noorden ervan, volgens weer anderen langs de rivier de Koera, ten zuiden daarvan. In het algemeen worden de hoogste toppen van de Grote Kaukasus als grens aangehouden. Verder loopt de Euro-Aziatische grens door de Zwarte Zee, de Bosporus, de Zee van Marmara en door de Dardanellen. Er zijn ook geografen die Azerbeidzjan, Armenië, Georgië, Turkije en Cyprus bij Europa voegen, in verband met politieke en culturele redenen.
De Middellandse Zee scheidt Europa van Afrika in het zuiden. De westelijke grens loopt door de Atlantische Oceaan en dwars door IJsland heen.
Als gevolg van de afwijkende meningen over de exacte grenzen van Europa is er blijvend debat over waar het geografisch middelpunt van Europa zou liggen.

## Globale geografische kenmerken
Europa bestaat uit een romp, die van oost naar west steeds smaller wordt, en enkele grote schiereilanden, die men op zich als subcontinenten kan beschouwen. Dit zijn het Scandinavisch Schiereiland, het Iberisch Schiereiland, het Apennijns Schiereiland en het Balkanschiereiland. Daaromheen liggen enkele grote en kleine eilanden en eilandengroepen, waarvan de Britse Eilanden de grootste zijn. 
Het reliëf in Europa vertoont voor een relatief klein gebied een grote variatie. De zuidelijke gebieden zijn bergachtig en wanneer men zich naar het noorden beweegt komt men vanaf de Pyreneeën, Alpen en de Karpaten, via heuvelachtige en semi-bergachtige gebieden, in de brede noordelijke laagvlaktes, gezamenlijk bekend als de Europese Vlakte, die in het oosten het grootst is. Nog verder naar het noorden bevindt zich een boog van hooggelegen gebieden, die begint in het westen van de Britse Eilanden en via de Schotse Hooglanden, onderbroken door het noordelijke deel van de Noordzee, via het Scandinavisch Hoogland, naar het noorden van Noorwegen loopt.
Deze omschrijving is vereenvoudigd, omdat deelgebieden zoals het Iberisch en het Apennijns Schiereiland hun eigen complexe kenmerken hebben, zoals ook de rest van het vasteland van Europa, waar het reliëf vele plateaus, rivierdalen en bekkens kent, die het algemene beeld nog complexer maken. IJsland en de Britse Eilanden zijn een verhaal op zich. IJsland is een feite een landmassa op zichzelf in de noordelijke Atlantische Oceaan, die als deel van Europa wordt meegeteld, de Britse Eilanden zijn eigenlijk hoger gelegen gebieden die vroeger als schiereiland bij het vasteland van Europa hoorden, voordat het stijgende zeewater de eilandengroep afsneed van de rest van het continent.

## Lijst van Europese landen
Dit is de lijst van alle landen in Europa, met inbegrip van die niet geheel in Europa liggen staan. Deze landen zijn transcontinentaal. Er staan ook landen op die geografisch niet in Europa liggen. Deze landen zijn enigszins verbonden met Europa. Dat komt doordat sommige landen bijvoorbeeld lid zijn van de Europese Radio-unie (ERU) of de Europese Economische Ruimte (EER).
| Vlag en Naam          | Oppervlakte (km2) | Inwonertal  | Bevolkingsdichtheid (per km2) | Hoofdstad        | Naam in officiële taal          | Geografisch in Europa | lid van EU   |
| --------------------- | ----------------- | ----------- | ----------------------------- | ---------------- | ------------------------------- | --------------------- | ------------ |
| Albanië               | 28.748            | 2.876.591   | 101,27                        | Tirana           | Shqipëria                       | Ja                    | Nee          |
| Andorra               | 468               | 77.281      | 164,59                        | Andorra la Vella | Andorra                         | Ja                    | Nee          |
| Armenië               | 29.743            | 2.924.816   | 101,94                        | Jerevan          | Հայաստան (Hayastan)             | Nee                   | Nee          |
| Azerbeidzjan          | 86.600            | 9.911.646   | 115,17                        | Bakoe            | Azǝrbaycan                      | transcontinentaal     | Nee          |
| België                | 30.528            | 11.358.357  | 372,06                        | Brussel          | België/Belgique/Belgien         | Ja                    | Ja (1957)    |
| Bosnië en Herzegovina | 51.129            | 3.531.159   | 68,97                         | Sarajevo         | Босна и Херцеговина             | Ja                    | Nee          |
| Bulgarije             | 110.910           | 7.101.859   | 64,03                         | Sofia            | България                        | Ja                    | Ja (2007)    |
| Cyprus                | 9.251             | 1.170.125   | 126,48                        | Nicosia          | Kýpros/Kıbrıs                   | Nee                   | Ja (2004)    |
| Denemarken            | 43.094            | 5.748.796   | 133,40                        | Kopenhagen       | Danmark                         | Ja                    | Ja (1973)    |
| Duitsland             | 357.168           | 82.800.000  | 231,82                        | Berlijn          | Deutschland                     | Ja                    | Ja (1957)    |
| Estland               | 45.226            | 1.319.133   | 29,17                         | Tallinn          | Eesti                           | Ja                    | Ja (2004)    |
| Finland               | 336.593           | 5.509.717   | 16,37                         | Helsinki         | Suomi/Finland                   | Ja                    | Ja (1995)    |
| Frankrijk             | 547.030           | 67.348.000  | 118,27                        | Parijs           | France                          | Ja                    | Ja (1957)    |
| Georgië               | 69.700            | 3.718.200   | 56,99                         | Tbilisi          | საქართველო (Sakartvelo)         | transcontinentaal     | Nee          |
| Griekenland           | 131.957           | 10.768.477  | 82,55                         | Athene           | Ελλάδα (Elláda)                 | Ja                    | Ja (1981)    |
| Hongarije             | 93.030            | 9.797.561   | 105,21                        | Boedapest        | Magyarország                    | Ja                    | Ja (2004)    |
| Ierland               | 70.280            | 4.761.865   | 67,57                         | Dublin           | Éire/Ireland                    | Ja                    | Ja (1973)    |
| IJsland               | 103.000           | 350.710     | 3,25                          | Reykjavík        | Ísland                          | Ja                    | Nee          |
| Italië                | 301.338           | 60.589.445  | 198,44                        | Rome             | Italia                          | Ja                    | Ja (1957)    |
| Kazachstan            | 2.724.900         | 17.987.736  | 6,63                          | Nur-Sultan       | Қазақстан (Qazaqstan)           | transcontinentaal     | Nee          |
| Kosovo                | 10.908            | 1.831.432   | 167,90                        | Pristina         | Kosovo                          | Ja                    | Nee          |
| Kroatië               | 56.542            | 4.284.889   | 74,39                         | Zagreb           | Hrvatska                        | Ja                    | Ja (2013)    |
| Litouwen              | 65.300            | 2.800.667   | 43,36                         | Vilnius          | Lietuva                         | Ja                    | Ja (2004)    |
| Liechtenstein         | 160               | 38.111      | 239,42                        | Vaduz            | Liechtenstein                   | Ja                    | Nee          |
| Letland               | 64.589            | 1.925.800   | 34,15                         | Riga             | Latvija                         | Ja                    | Ja (2004)    |
| Luxemburg             | 2.586             | 602.005     | 225,52                        | Luxemburg        | Lëtzebuerg/Luxemburg/Luxembourg | Ja                    | Ja (1957)    |
| Noord-Macedonië       | 25.713            | 2.103.721   | 81,03                         | Skopje           | Македонија (Makedonija)         | Ja                    | Nee          |
| Malta                 | 316               | 445.426     | 1.456,63                      | Valletta         | Malta                           | Ja                    | Ja (2004)    |
| Moldavië              | 33.846            | 4.434.547   | 119,78                        | Chișinău         | Moldova                         | Ja                    | Nee          |
| Monaco                | 2,02              | 38.400      | 15.322,50                     | Monaco           | Monaco                          | Ja                    | Nee          |
| Montenegro            | 13.812            | 642.550     | 45,35                         | Podgorica        | Crna Gora/Црна Гора             | Ja                    | Nee          |
| Nederland             | 41.543            | 17.271.990  | 410,03                        | Amsterdam        | Nederland                       | Ja                    | Ja (1957)    |
| Noorwegen             | 385.203           | 5.295.619   | 13,84                         | Oslo             | Norge/Noreg/Norga               | Ja                    | Nee          |
| Oekraïne              | 603.628           | 42.418.235  | 73,57                         | Kiev             | Україна                         | Ja                    | Nee          |
| Oostenrijk            | 83.858            | 8.823.054   | 102,44                        | Wenen            | Österreich                      | Ja                    | Ja (1995)    |
| Polen                 | 312.685           | 38.422.346  | 123,45                        | Warschau         | Polska                          | Ja                    | Ja (2004)    |
| Portugal              | 92.212            | 10.379.537  | 111,30                        | Lissabon         | Portugal                        | Ja                    | Ja (1986)    |
| Roemenië              | 238.397           | 19.638.000  | 80,70                         | Boekarest        | România                         | Ja                    | Ja (2007)    |
| Rusland               | 17.098.246        | 144.526.636 | 8,39                          | Moskou           | Россия                          | transcontinentaal     | Nee          |
| San Marino            | 61,2              | 33.285      | 547,99                        | San Marino       | San Marino                      | Ja                    | Nee          |
| Servië                | 88.361            | 7.040.272   | 99,33                         | Belgrado         | Srbija/Србија                   | Ja                    | Nee          |
| Slovenië              | 20.273            | 2.066.880   | 102,18                        | Ljubljana        | Slovenija                       | Ja                    | Ja (2004)    |
| Slowakije             | 49.035            | 5.435.343   | 110,78                        | Bratislava       | Slovensko                       | Ja                    | Ja (2004)    |
| Spanje                | 505.990           | 46.698.151  | 91,06                         | Madrid           | España                          | Ja                    | Ja (1986)    |
| Tsjechië              | 78.866            | 10.610.947  | 133,83                        | Praag            | Česko                           | Ja                    | Ja (2004)    |
| Turkije               | 783.356           | 80.810.525  | 102,40                        | Ankara           | Türkiye                         | transcontinentaal     | Nee          |
| Vaticaanstad          | 0,44              | 1000        | 2.272,72                      | Vaticaanstad     | Stato della Città del Vaticano  | Ja                    | Nee          |
| Verenigd Koninkrijk   | 244.820           | 66.040.229  | 268,92                        | Londen           | United Kingdom                  | Ja                    | Nee (Brexit) |
| Wit-Rusland           | 207.560           | 9.504.700   | 45,56                         | Minsk            | Беларусь ((be) )                | Ja                    | Nee          |
| Zweden                | 450.295           | 10.151.588  | 22,17                         | Stockholm        | Sverige                         | Ja                    | Ja (1995)    |
| Zwitserland           | 41.285            | 8.401.120   | 204,75                        | Bern             | Schweiz/Suisse/Svizzera/Svizra  | Ja                    | Nee          |

### Transcontinentale landen in Europees gedeelte
| Vlag en Naam | Oppervlakte (km2) | Inwonertal  | Bevolkingsdichtheid (per km2) | Grootste stad in Europa |
| ------------ | ----------------- | ----------- | ----------------------------- | ----------------------- |
| Kazachstan   | 652.042           | 130.432     | 0,20                          | Oral                    |
| Rusland      | 5.811.000         | 121.295.497 | 20,87                         | Moskou                  |
| Turkije      | 23.764            | 10.620.739  | 446,93                        | Istanboel               |

## Gebieden en landen
Europa kan in de volgende geografische gebieden worden onderverdeeld:
- Noord-Europa: (Estland, Letland, Litouwen, IJsland, Noorwegen, Zweden, Finland en Denemarken);
- de Britse Eilanden: (het Verenigd Koninkrijk en Ierland);
- West-Europa: (Frankrijk, België, Nederland, Luxemburg en Monaco);
- Zuid-Europa: (Portugal, Spanje, Andorra, Italië, Malta, San Marino en Vaticaanstad);
- Midden-Europa: (Duitsland, Zwitserland, Liechtenstein, Oostenrijk, Polen, de Tsjechische Republiek, Slowakije, en Hongarije);
- Zuidoost-Europa: (Slovenië, Kroatië, Bosnië en Herzegovina, Servië, Montenegro, Kosovo, Albanië, Noord-Macedonië, Roemenië, Bulgarije, Griekenland en het Europese deel van Turkije);
- Oost-Europa: (Wit-Rusland, Oekraïne, Moldavië, het Europese gedeelte van Rusland en het Europese gedeelte van Kazachstan);

## Geografische extremen

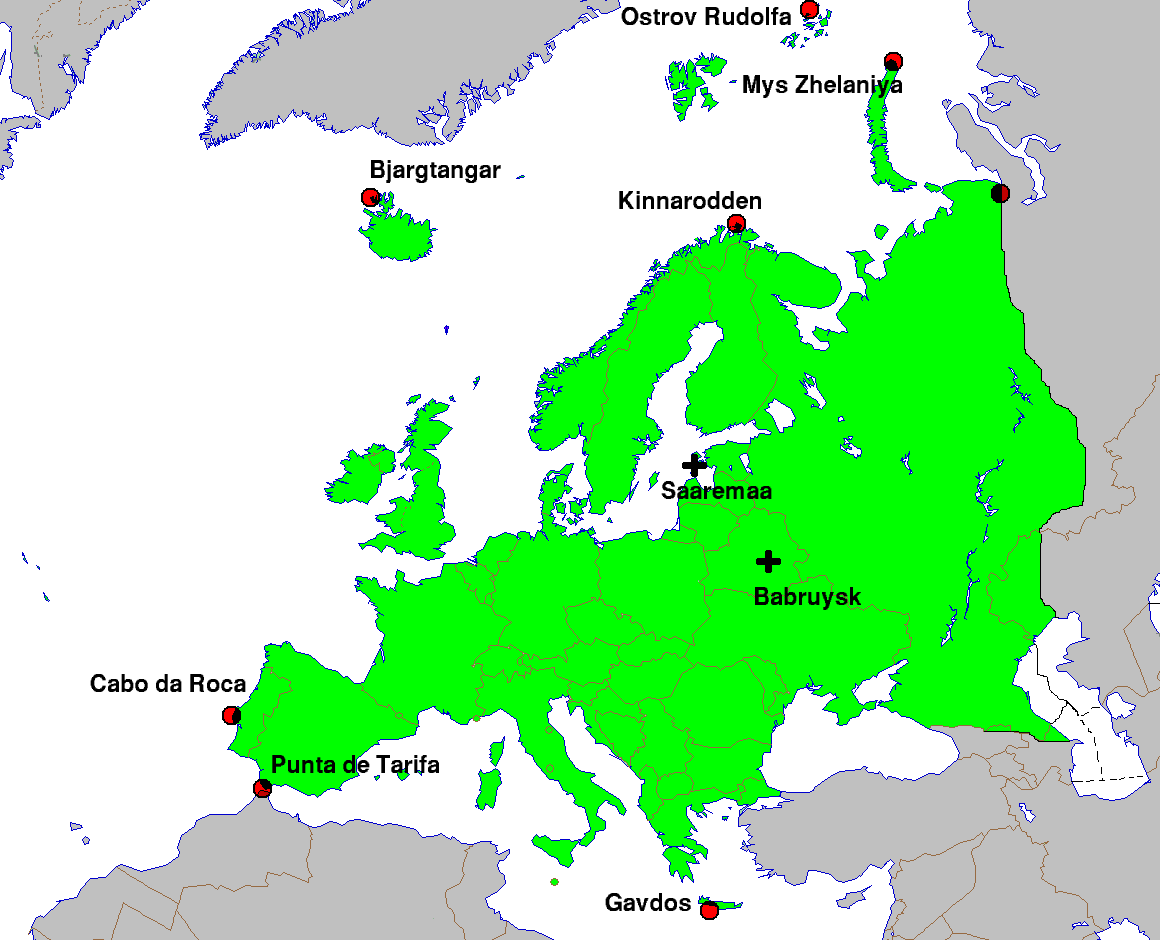
Geografische extremen van Europa

### Geheel Europa
- Noordelijkste punt – Kaap Fligely, Rudolfeiland, Frans Jozefland, Rusland (81° 48′ 24″ N)
- Zuidelijkste punt – Gavdos, Griekenland (34° 48′ 02″ N)
- Westelijkste punt – Monchique-eiland, Azoren (39° 29′ 43″ W)
- Oostelijkste punt – Kaap Flissingski, Severnyeiland, Nova Zembla, Rusland (69° 5′ 14″ E)
- Laagst gelegen punt – Kaspische Zeekust, Rusland
- Hoogst gelegen punt – Elbroes, Rusland

### Vasteland van Europa
- Noordelijkste punt – Nordkinn, Noorwegen (71° 08′ 02″ N)
- Zuidelijkste punt – Tarifa, Spanje (36° 00′ 00″ N)
- Westelijkste punt – Cabo da Roca, Portugal (09° 30′ 03″ W)
- Oostelijkste punt – 68°18′37″N 66°37′05″E, een top zonder naam in het Oeralgebergte op 545 meter hoogte.

## Geologie

### Geologische opbouw
Veel gebieden in Europa hebben hun eigen geologische opbouw, die weinig overeenkomsten vertoont met andere delen van het werelddeel. Het continent kan verdeeld worden in een aantal geologische zones die afhankelijk van de tektonische situatie elk weer bestaan uit geologische structuren als bekkens, horsten, slenken of orogenen. Deze structuren bepalen welk gesteente in de ondergrond en aan het aardoppervlak te vinden is.
Geologisch gezien is Europa opgebouwde uit componenten van oudere continenten en oceanen. Door de werking van platentektoniek in de loop der miljoenen jaren zijn deze fragmenten samengevoegd tot de huidige configuratie. Het oudste gedeelte van Europa is het Baltisch Schild (Scandinavië, de Baltische landen, Europees Rusland, het noorden van Polen en Duitsland) en de kern van het oude continent Baltica. Stukken van de voormalige continenten Avalonia (Engeland, Ierland, de Benelux en het noordwesten van Duitsland) en Laurentia (West-Noorwegen en Schotland) liggen daar in het westen en zuiden tegenaan als gevolg van de Caledonische gebergtevorming van ongeveer 400 miljoen jaar geleden. Stukken van Gondwana (Iberisch Schiereiland en andere delen rond de westelijke Middellandse Zee) en het daarvan afgesplitste Cimmeria (Turkije en andere delen rond de oostelijke Middellandse Zee) zijn tijdens de Hercynische en Cimmerische gebergtevormingen (respectievelijk rond 300 en 150 miljoen jaar geleden) hier weer aan vast komen te zitten, met name in Centraal en Zuid-Europa. De laatste grote fase van gebergtevorming was de Alpiene gebergtevorming (vanaf 80 miljoen jaar geleden), waarmee grote delen van Zuid-Europa ontstonden. Tijdens de Alpiene gebergtevorming zijn delen van de bodem van de Westelijke Tethys-oceaan in de Pyreneeën, Alpen, Apennijnen, Balkan en de Karpaten terechtgekomen.

### Vorming van het landschap
Vanwege de grote verscheidenheid aan geologische situaties kent Europa een grote variëteit in landschappen die in het hele continent worden aangetroffen. Grote delen van het oppervlak van Europa bestaan uit tijdens de Caledonische of Hercynische gebergtevormingen gevormde gesteenten. De tektonische opheffing van het reliëf die deze gesteenten aan het oppervlak bracht is echter vrijwel altijd jonger. De uitzondering hierop vormen de gebergten van Zuid-Europa, die ontstaan zijn door de nog steeds doorgaande Alpiene gebergtevorming.
Tektoniek zorgt voor het omhoog of omlaag bewegen van de aardkorst, maar de huidige landvorm is vooral ontstaan door de erosie. De mate waarmee en manier waarop erosie plaatsvindt hangt weer af van factoren als klimaat, bodemvorming, of de competentie van het gesteente in de ondergrond. Op veel plekken zijn landvormen ontstaan tijdens perioden waarin het klimaat anders was dan tegenwoordig. Zo komen in Noord-Europa en in en rond de hooggebergten op veel plekken stuwwallen, fjorden, drumlins en eskers voor uit de laatste ijstijden, toen gletsjers grote delen van het continent bedekten.

## Zeeën
- Noordelijke IJszee
  - Groenlandzee
  - Witte Zee
  - Barentszzee
- Atlantische Oceaan
  - Noorse Zee
  - Ierse Zee
  - Keltische Zee
  - Golf van Biskaje
  - Het Kanaal
  - Noordzee
  - Skagerrak
  - Kattegat
- Oostzee
  - Botnische Golf
  - Finse Golf
- Middellandse Zee
  - Ligurische Zee
  - Tyrreense Zee
  - Adriatische Zee
  - Ionische Zee
  - Egeïsche Zee
- Zwarte Zee

## Meren
De zes grootste meren in Europa zijn met de oppervlakte naar benadering:
1. Kaspische Zee (grens met Azië) – 371.000 km²
2. Ladogameer – 17.700 km²
3. Onegameer – 9.616 km²
4. Vänermeer – 5.655 km²
5. Saimaameer – 4.400 km² (gehele merensysteem)
6. Peipusmeer – 3.555 km²

## Rivieren

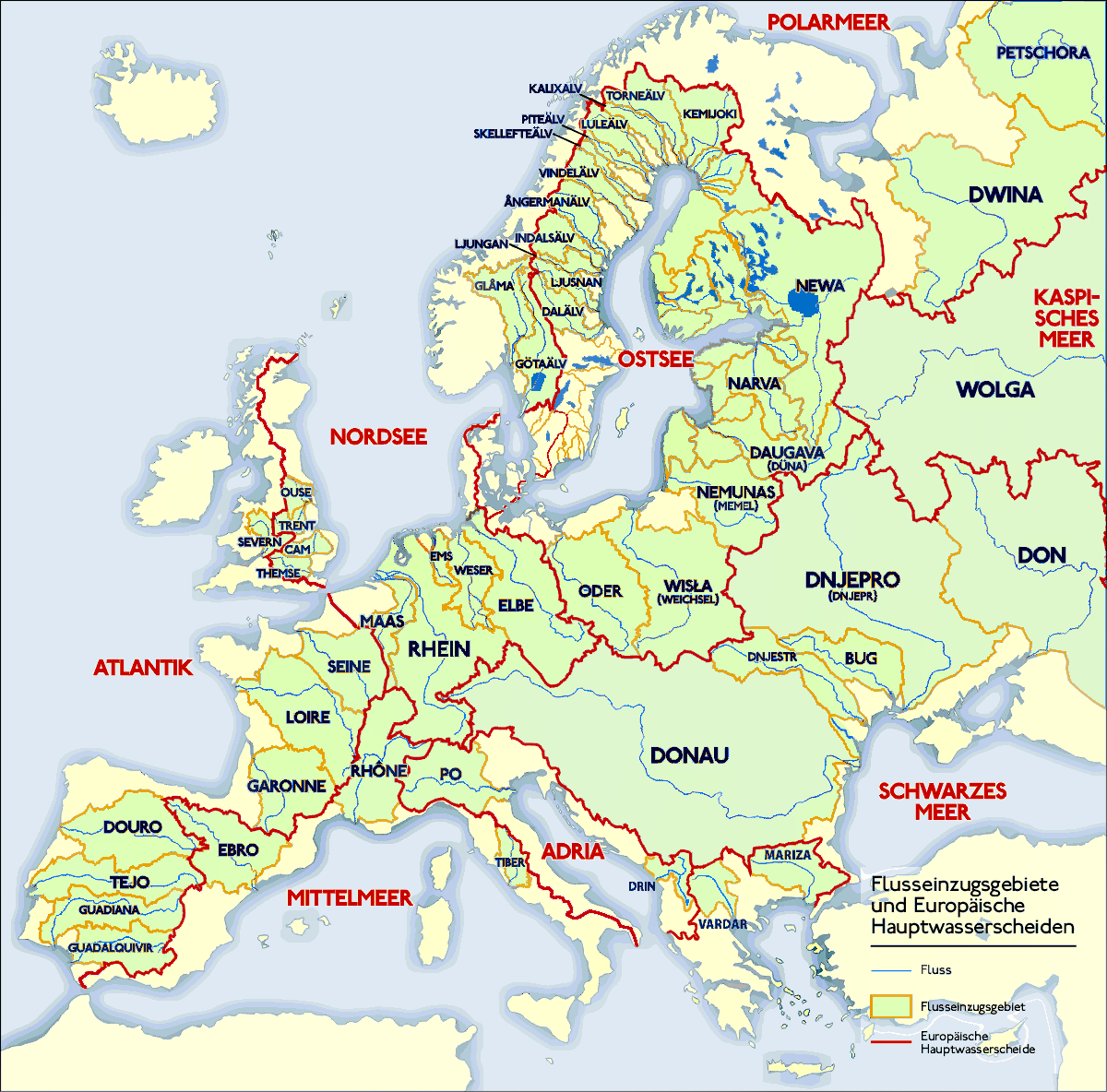
Waterscheidingen en stroomgebieden van de belangrijkste rivieren

De langste twintig rivieren in Europa met de lengte naar benadering:
1. Wolga – 3530 km
2. Donau – 2888 km
3. Oeral – 2428 km
4. Dnjepr – 2285 km
5. Don – 1870 km
6. Petsjora – 1809 km
7. Kama – 1805 km
8. Oka – 1500 km
9. Belaja – 1430 km
10. Dnjestr – 1352 km
11. Rijn – 1320 km
12. Vjatka – 1314 km
13. Desna – 1130 km
14. Elbe – 1091 km
15. Severski Donets – 1053 km
16. Wisła – 1047 km
17. Westelijke Dvina – 1020 km
18. Loire – 1020 km
19. Taag – 1007 km
20. Chopor – 979 km

## Belangrijkste eilanden en eilandengroepen

### In de Atlantische Oceaan en de Oostzee
- Britse Eilanden:
  - Groot-Brittannië
  - Ierland
  - Man
  - Orkneyeilanden
  - Hebriden
  - Shetlandeilanden
- Deense eilanden:
  - Seeland
  - Funen
  - Lolland
  - Falster
  - Bornholm
- Andere belangrijke eilanden in de Oostzee:
  - Gotland
  - Öland
  - Åland (archipel van enkele duizenden eilanden)
  - Saaremaa
  - Hiiumaa
- In de Noordzee:
  - Waddeneilanden
- Andere belangrijke eilanden in de Atlantische Oceaan:
  - IJsland
  - Faeröer
  - Kanaaleilanden
  - Azoren

### In de Middellandse Zee
- In de Westelijke Middellandse Zee:
  - Balearen
  - Corsica
  - Lampedusa
  - Malta
  - Pantelleria
  - Sardinië
  - Sicilië
- In de Oostelijke Middellandse Zee:
  - Dalmatische Eilanden
  - Ionische Eilanden
  - Kreta
  - Euboea
  - Sporaden
  - Cycladen
  - Dodekanesos
  - Diverse andere Griekse eilanden

### In de Noordelijke IJszee
- Spitsbergen
- Jan Mayen
- Nova Zembla
- Frans Jozefland

## Vlaktes en laaglanden
De uitgebreidste vlaktes en laaglanden zijn:
- Europese Vlakte
  - Finse Merenvlakte
  - Russisch Laagland (het grootste landschap van Europa)
    - Kaspische Laagte

  - Noord-Europese Laagvlakte
    - Noord-Duitse Laagvlakte
    - Pools Laagland

  - Frans Laagland
- Spaanse Hoogvlakte
- Povlakte
- Pannonische Vlakte
- Beneden-Donauvlakte

## Bergketens
Enkele van Europa's belangrijkste bergketens zijn:
- Oeral
- Kaukasus
- Karpaten
- Alpen
- Apennijnen
- Pyreneeën
- Cantabrisch Gebergte
- Schotse Hooglanden
- Scandinavisch Hoogland

## Steden

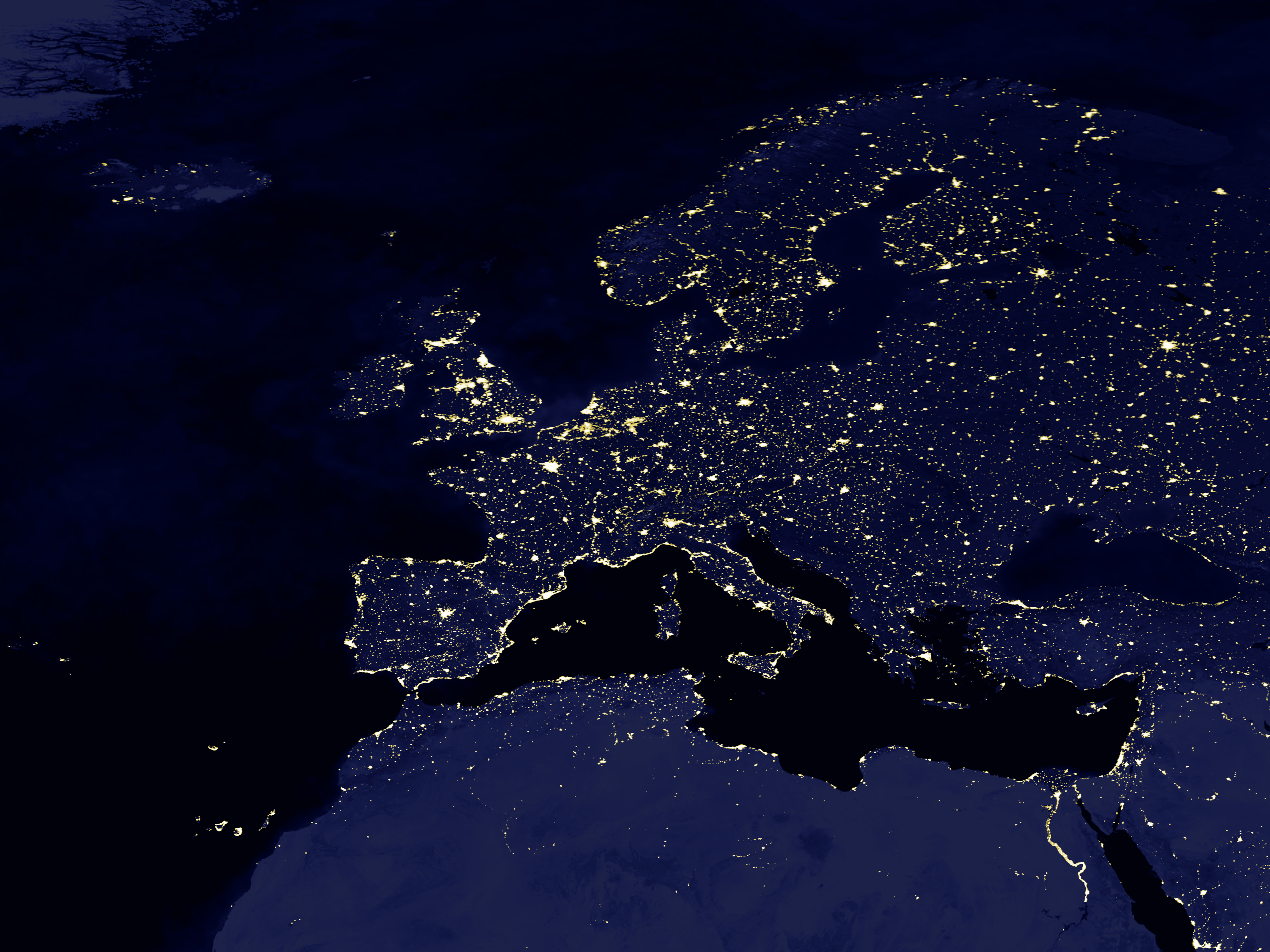
Satellietopname van nachtelijk Europa, waar goed de stedelijke gebieden op te zien zijn

### Top 20
De grootste twintig steden van Europa zijn:
1. Moskou (Rusland)
2. Istanboel (Turkije)
3. Londen (Verenigd Koninkrijk)
4. Sint-Petersburg (Rusland)
5. Berlijn (Duitsland)
6. Madrid (Spanje)
7. Kiev (Oekraïne)
8. Rome (Italië)
9. Parijs (Frankrijk)
10. Boekarest (Roemenië)
11. Hamburg (Duitsland)
12. Minsk (Wit-Rusland)
13. Boedapest (Hongarije)
14. Warschau (Polen)
15. Wenen (Oostenrijk)
16. Barcelona (Spanje)
17. Charkov (Oekraïne)
18. Sofia (Bulgarije)
19. Belgrado (Servië)
20. Milaan (Italië)

Opmerking: de lijst is op volgorde van het aantal inwoners van de stad zelf en dus niet van de agglomeratie.

### Steden of plaatsen die de hoofdstad zijn van het gelijknamige land
- Luxemburg
- Monaco
- San Marino
- Vaticaanstad

### Steden die de grootste stad zijn van een land, maar niet de hoofdstad
- Schaan (Liechtenstein, hoofdstad is Vaduz)
- Birkirkara (Malta, hoofdstad is Valletta)
- Dogana (San Marino, hoofdstad is San Marino)
- Zürich (Zwitserland, hoofdstad (bondsstad) is Bern)
- Istanboel (Turkije, hoofdstad is Ankara)

## Binnenstaten
De volgende landen worden geheel door andere landen omgeven:
- Luxemburg
- Andorra
- Vaticaanstad
- San Marino
- Noord-Macedonië*
- Servië*
- Zwitserland*
- Liechtenstein* (wordt dubbel door land omgeven)
- Oostenrijk*
- Hongarije*
- Tsjechië*
- Slowakije*
- Wit-Rusland
- Moldavië
- Kazachstan (wanneer de Kaspische Zee niet wordt meegeteld als zee)
- Azerbeidzjan (idem)

* Deze acht landen vormen een blok van geheel door land omgeven landen.

## Landen die geheel bestaan uit eilanden of delen van eilanden
- IJsland
- Verenigd Koninkrijk
- Ierland
- Malta

## Landen die ook in een ander continent liggen
De volgende landen liggen voor het grootste deel in Europa:
- Frankrijk (strikt genomen kent Frankrijk enkele departementen buiten Europa die integraal deel uitmaken van Frankrijk)
- Griekenland (de eilanden voor de Turkse kust liggen strikt genomen in Azië)
- IJsland (het noordwesten van IJsland ligt op de Amerikaanse plaat)
- Nederland (omvat naast het Europese deel ook de Caribische eilanden Bonaire, Sint Eustatius en Saba)
- Portugal (strikt genomen ligt Madeira op de Afrikaanse plaat en het westelijkste deel van de Azoren op de Amerikaanse plaat)
- Spanje (de Canarische Eilanden liggen op de Afrikaanse plaat, en Ceuta en Melilla liggen op het vasteland van Afrika)

De volgende landen liggen voor het grootste deel in Azië:
- Azerbeidzjan (het deel ten noorden van de waterscheiding  van de Grote Kaukasus ligt in Europa)
- Georgië (het deel ten noorden van de waterscheiding van de Grote Kaukasus ligt in Europa)
- Kazachstan (het gebied ten westen van de rivier de Oeral of de Emba ligt in Europa)
- Rusland (alles ten westen van de Oeral ligt in Europa)
- Turkije (het gebied ten westen van de Bosporus en de Zee van Marmara ligt in Europa)

De volgende landen liggen in het geheel liggen niet op het Europees continent:
- Armenië
- Cyprus

## Lijst van landen gesorteerd op het aantal landen waar ze aan grenzen
- 14: Rusland
- 9: Duitsland
- 8: Frankrijk, Oostenrijk, Turkije en Servië
- 7: Hongarije, Oekraïne, Polen
- 6: Italië
- 5: Spanje, Bulgarije, Roemenië, Zwitserland, Slowakije, Wit-Rusland, Kroatië en Kazachstan
- 4: België, Griekenland, Albanië, Noord-Macedonië, Montenegro, Slovenië, Tsjechië, Letland, Litouwen, Georgië en Azerbeidzjan
- 3: Finland, Noorwegen, Luxemburg en Bosnië en Herzegovina
- 2: Zweden, Nederland, Andorra, Liechtenstein, Estland en Moldavië
- 1: Denemarken, Ierland, Verenigd Koninkrijk, Monaco, Portugal, Vaticaanstad en San Marino
- 0: IJsland, Malta en Cyprus

Opmerking: Alleen landgrenzen zijn meegeteld en de overzeese departementen van Frankrijk en Nederland zijn niet meegenomen.
Opmerking: Als we Kosovo niet als deel van Servië beschouwen, tellen zowel Noord-Macedonië als Montenegro 5 buurlanden.